# كاتب (طائر)
الكاتب أو صقر الجديان (الاسم العلمي: Sagittarius serpentarius)، هو طائر أفريقي، يتدلى ريش من مؤخرة رأسه ويتجاوز طوله المتر الواحد.

## أوصافه
له ساقان طويلتان أشبه بسيقان الكركي وجسمه مثل جسم الصقور وله ذنب طويل يغلب عليه اللون الأسود، ويغطي الجزء العلوي من ساقيه ريش ناعم أسود اللون حتى الركبتين، وتنتهي الساق بمخالب قوية. ويسود المنطقة التي بين عينيه وجهه لون برتقالي مائل إلى الحمرة وينتهي وجهه بمنقار معقوف الشكل حاد. ولون ريش جناحيه أسود ورصاصي (رمادي)، بينما يطغى على ريش صدره اللون الرمادي المائل للبياض، وللطائر ريشات طويلة منتفشة تبرز من العرف نحو الخلف على نحو يجعلها أشبه بأقلام الريشة التي اعتاد أمناء المكاتب والكتبة حملها خلف آذنهم في وقت مضى، ومن هنا جاءت تسميته بالطائر السكرتير (أو الكاتب) باللغات اللاتينية، إلا أن ثمة فرضية أكثر حداثة ترى بأن التسمية عربية الأصل وهي صقر الطير، أي الصقر الذي يصطاد الطيور، وتم تحريفها باللغة اللاتينية لتصبح سقر -اتير Saqur ettair، وقام الفرنسيون بفرنجة الكلمة فصارت سقراتير أو سكراتير (secrétaire) وفُهمت بمعنى كاتب أما التسمية العربية (السودانية) صقر الجديان فتعود إلى قدرة الطائر على اصطياد الجديان الصغيرة من الظباء والغزلان. وطوله من رأسه وحتى مؤخرة ذنبه هو 1.40 متر (6.6 قدم) ووزنه حوالي 3.3 كيلوجرام (7.3 رطل) وهو بذلك أكبر الطيور الجارحة.

## الاسم والتصنيف العلمي
كان مصور الرسوم الإنجليزي جون فريدريك ميلر أول من قدم وصفاً مكتوباً للطائر في سنة 1779م، ثم قام عالم الطبيعة الفرنسي يوهان هيرمان بتصنيفه باسم Sagittarius وذلك في كتابه Tabula Affinatum Animalium. باللغة اللاتينية وبقي الحال على ما هو عليه حتى عام 1935 م، عندما تم تحويل الطائر إلى عائلته الحيوانية الخاصة به والتي تميزه عن بقية اصناف الطيور الكاسرة وأصبح اسمه العلمي سيربنتاريوس ساغيتاريوس (باللاتينية Serpentarius Sagittarius)، وتأكد هذا التصنيف لاحقاً في أعمال وينك M.Wink وآخرين (النظاميات الجزيئية للطيور الجارحة) وقد أظهرت أخر تحليلات كلاديستية بأن Sagittarius يعتبر فرعاً من فروع الطيور الجارحة، وهو أقدم في وجوده من فصيلة الصقريات Falconidae والبازية Accipitridae، إلا أنه يسبق النسريات Cthartidae وجوداً.

## موطنه
يعيش طائر الكاتب في السهول العشبية المفتوحة والسهول الواسعة الخالية من الشجر في مناطق السافانا في أفريقيا جنوب الصحراء الكبرى في بلدان مثل السودان وجنوب السودان وأفريقيا الوسطى وحتى منطقة رأس الرجاء الصالح في جنوب أفريقيا وهو ليس من الطيور المهاجرة، وفي السودان يتواجد الطائر في ولايات كردفان (في مناطق دار حمر وسودري)، ودارفور.

## الغذاء وكيفية اصطياد الفريسة

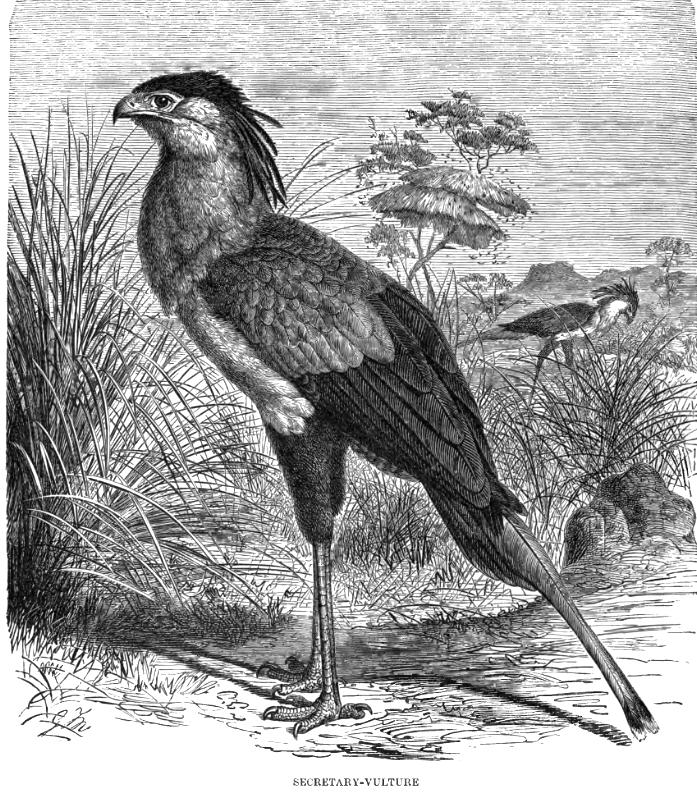
الصقر الكاتب في إحدى رسومات القرن التاسع عشر

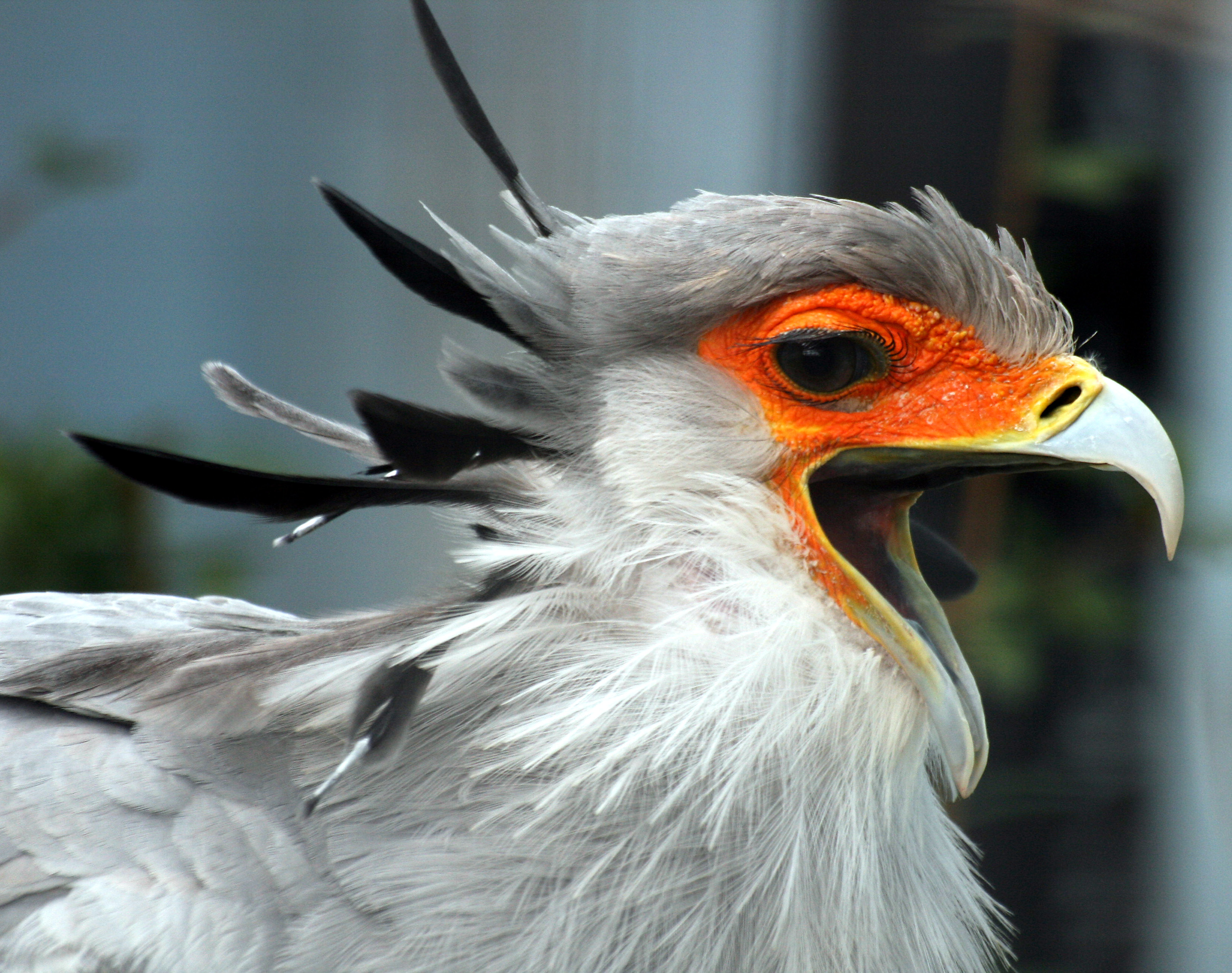
صقر الجديان فاغراً فاهه

يقتات الطائر إلى جانب الجديان والغزلان الصغيرة من صيد الثديات الصغيرة الأخرى كالأرانب البرية والجرذان والسناجب، حيث يفتح فمه الواسع ليبتلع الفريسة مرة واحدة أو يعدو خلفها ويهاجمها بقدميه ومنقاره حتى تموت أو يغمى عليها ويسهل ابتلاعها، لكن أهم ما يميزه من ناحية الصيد هو تخصصه في اصطياد الثعابين وعدم الخوف منها، فهو يهجم على الأفعى ويضربها بجناحيه الكبيران، ثم ينقض عليها بضربات قوية من مخالبه حتى تموت، وأحياناً يقوم بحملها ويحلق بها في الجو ثم يرميها عدة مرات لترتطم بالأرض وتموت. كما يصطاد طائر الكاتب السحالي والحشرات الكبيرة وبيض الطيور الأخرى., الطائر الكاتب هو الطائر الوحيد الذي يقوم بإطعام صغاره عبر تقيؤ الماء والغذاء في فمهم مباشرة.

## سلوكياته
عندما يغضب طائر الكاتب أو يهم بالصيد ترتفع الريشات التي فوق رأسه لتكسب مظهره القوة والشراسة ولكنها تكسبه أيضاً جمالاً. وعندما يريد الطيران يجري مسافة على الأرض قبل أن يقلع ويحلق في الجو. وهو من النسور التي تمتاز بالقوة والقدرة على الفتك بالفريسة والطيران والعدو وإن كان يقضي معظم وقته ماشياً على الأرض بخطى ثابتة وسط الحشائش وبين الشجيرات والأعشاب.
وقد وصف الكاتب G R Mc Lachlan الطائر قائلاً: " إن من أجمل المشاهد في السافانا الأفريقية هو أن ترى طير الكاتب يمشي بخيلاء عبر الحقول والمروج على ساقيه الطويلتين بخطوات ثابتة مهيبة تذكّر المرء بإنسان يمشي وسط الحشائش على ركائز طويلة ومتينة.
ومن مميزات الطائر إنه يصطاد لنفسه ولا يقبل تدريبه أو ترويضه ليستخدمه الإنسان للقنص أو الرياضة.

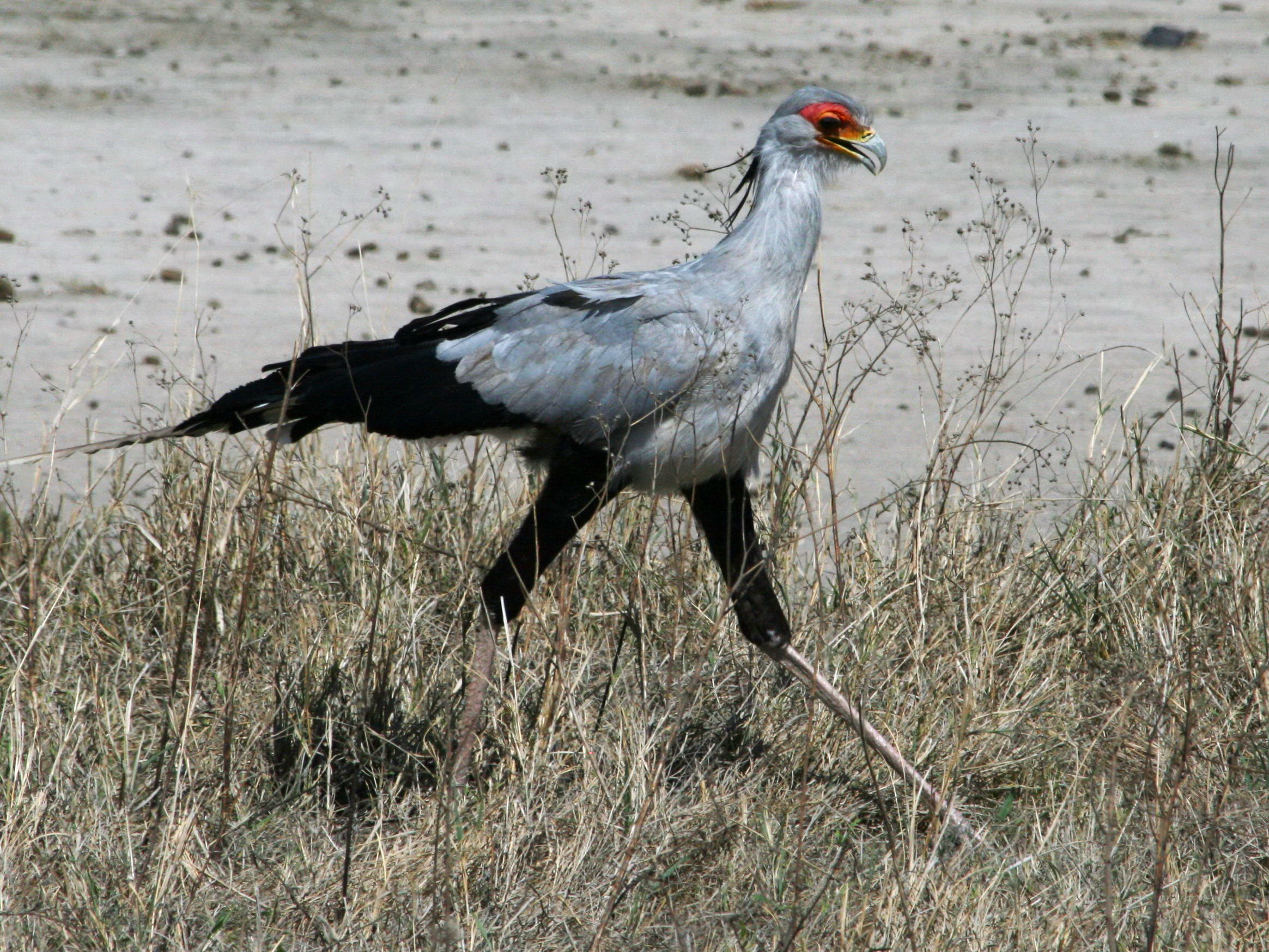
الطائر الكاتب وهو يمشي بخطوات قوية وثابنة

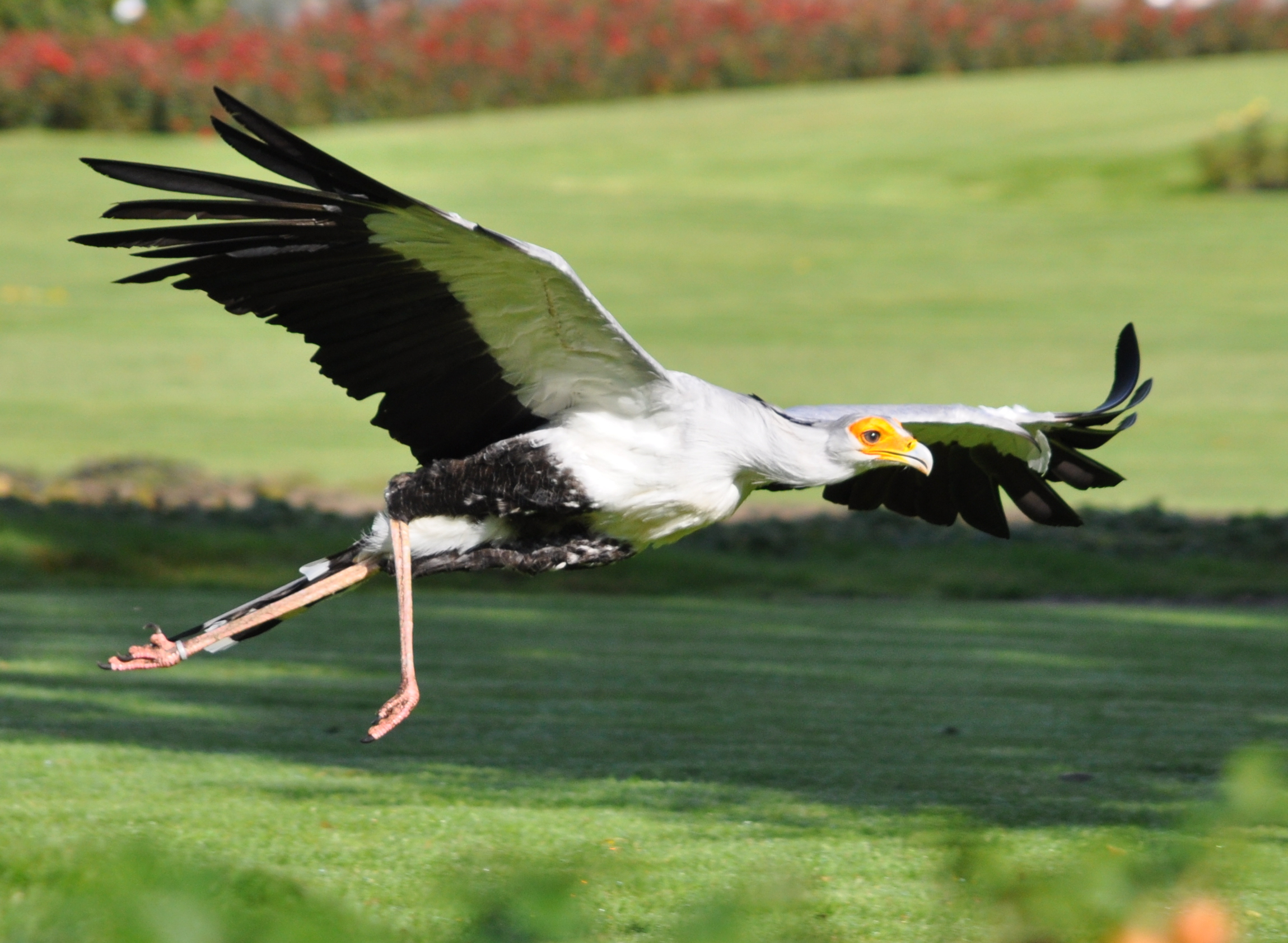
الطائر الكاتب وهو في حالة اقلاع

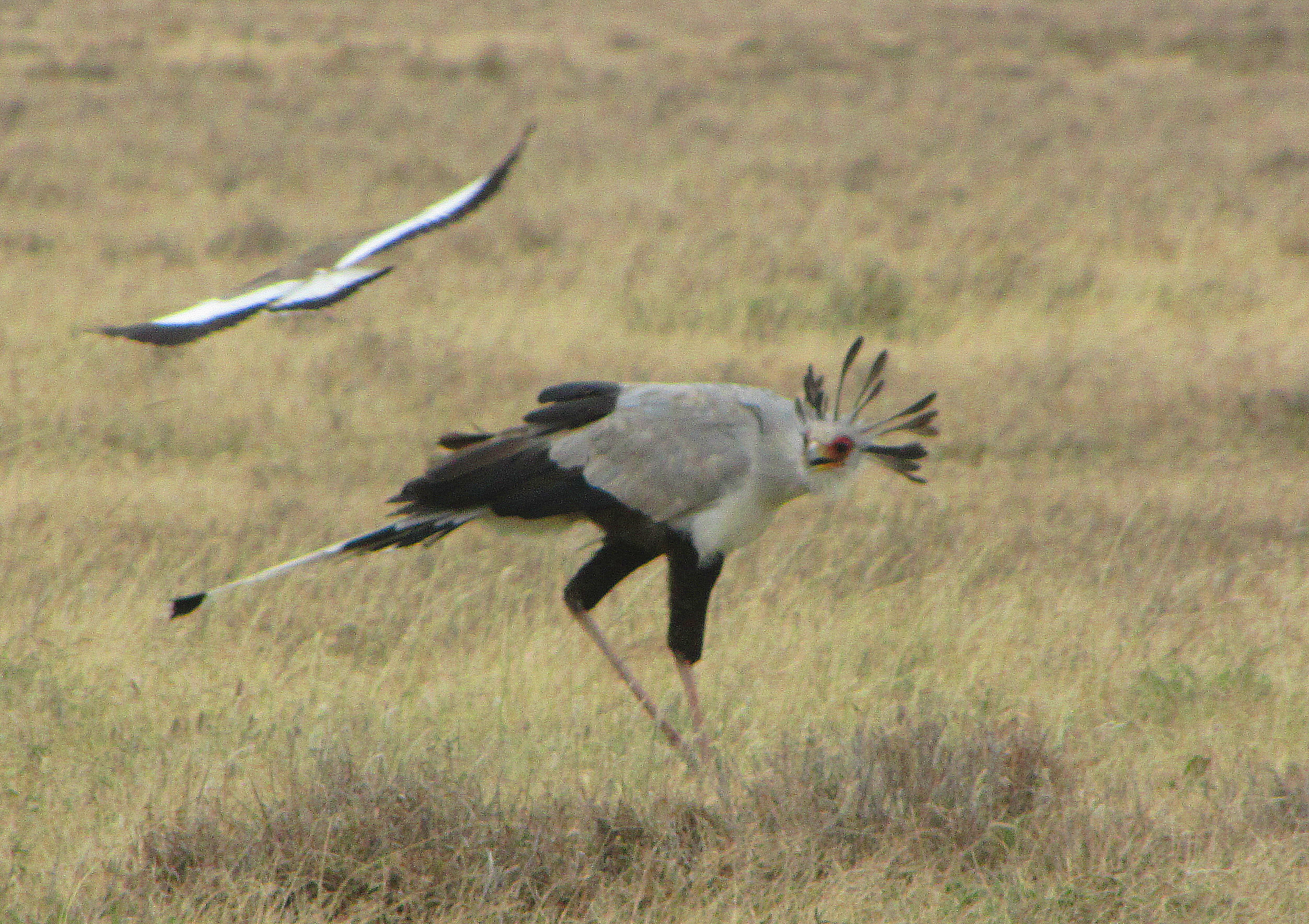
الطائر الكاتب يتعرض لهجوم طائر آخر وقد نفش ريشات رأسه

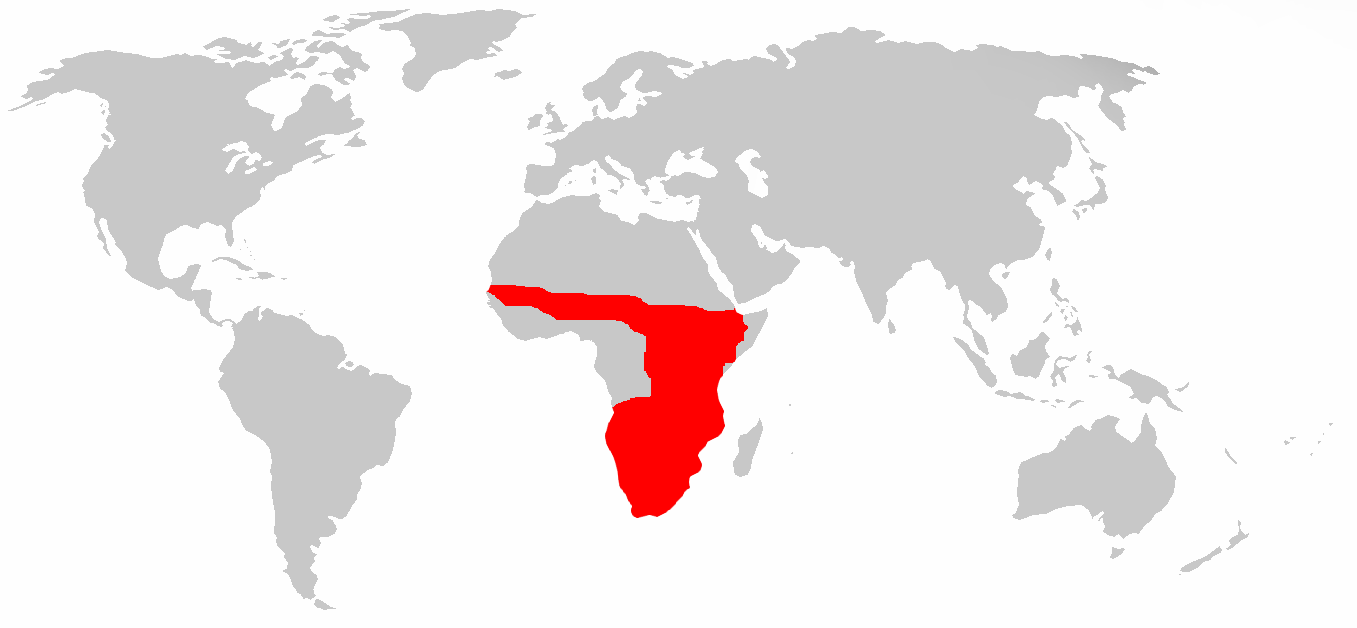
خارطة تبين موطن صقر الجديان

## تكاثره
يبني الطائر عشه فوق أشجار الأكاسيا - السنط الشائكة، على ارتفاع 5- 7 متر (15-20 قدم) حيث يتفقد كل من الأنثى والذكر العش من حين لآخر لمدة نصف العام قبل أن تضع الأنثى بيضاتها. ويبلغ قطر العش حوالي متران ونصف المتر (8 قدم) وعمقه 30 سنتيمتر تقريباً، ويتم بنائه على هيئة حوض مسطح من الأعواد وأوراق الشجر والعشب.
يتواجد الطائر في زوجين أو ثلاثة. وتضع الأنثى بيضتين أو ثلاثاً، خضراوات اللون أو زرقاوات في ظرف يومين أو ثلاث وتحضنها حتى تفقس بعد حوالي 45 يوماُ. وعادة ما تتخصب بيضتان وتتلف الثالثة. ويقوم الطائر الذكر بمساعدة الطائر الأم في إطعام الصغار لمدة 40 يوماُ أو أكثر. وبعد 60 يوما يبدأ الطائر الصغير في رفرفة جناحيه ليتعلم الطيران بتشجيع من أبويه، ويتبع ذلك تعلمه كيفية ممارسة الصيد، من خلال رحلات صيد برفقة أبويه، وبعد تلك المرحلة يعتبر طائراً مكتمل النمو قادراً على إطعام نفسه.

## علاقته بالإنسان

الطائر الكاتب، شعاراً للسودان

يحظى الطائر بإعجاب الأفارقة به لجمال هيئته وقوة جسده وقدرته على افتراس الفئران والقوارض والأفاعي التي تسبب لهم إزعاجاً في حقولهم وبواديهم.
وقد اتخذ السودان الطائر شعاراً رسمياً يظهر في علم رئيس الجمهورية وفي الأختام والأوراق الرسمية لهيئآت الدولة وفي الشارات العسكرية ناثراً جناحيه إلى أعلى وموجهاً رأسه نحو اليسار وريشات رأسه منفوشة، بينما يتوسط صدره درع تقليدي وفوق رأسه قصاصة مكتوب عليها «النصر لنا» بالعربية، وقصاصة أخرى مماثلة تحته مكتوب عليها «جمهورية السودان».
كما يظهر الطائر في شعار جنوب أفريقيا كرمز لليقظة والقوة ونهضة جنوب أفريقيا الحديثة وكبريائها، ناثراً جناحيه إلى أعلى وملتفتاً نحو اليسار وريشات رأسه منتفشة، وهو يعلو درعاً تحته لافتة خضراء مكتوب عليها بلغة سكان جنوب أفريقيا الأصليين الخويسان «فلتتوحد الشعوب المتنوعة».
كما ظهرت صورة الصقر حتى الآن على 65 طابع بريد لأكثر من 30 بلداً في مختلف بلدان العالم ومنظماته، ومن بينها بلدان لا وجود له فيها مثل إمارة عجمان الإمارات العربية المتحدة والبحرين وجزر المالديف وهيئة الأمم المتحدة.

## الأخطار التي تهدده
بالرغم من أن صغار الطائر تكون أحياناُ عرضة لخطر افتراسها من قبل الغربان، وصقور الحدأة التي تحوم فوق أعشاشه وفي غيابه، إلا أن الخطر الأكبر يكمن في ظاهرة التصحر التي يتسبب فيها الإنسان من خلال إزالة الأشجار والأعشاب والحشائش مما يهدد البيئة التي يتواجد فيها الطائر بالزوال، ولهذا السبب تم في عام 1968 م، إدراج نوع هذا الطائر في قائمة الأنواع المحمية بمقتضى اتفاقية أفريقيا لحفظ الطبيعة والموارد الطبيعية. وفي كل الأحوال فقد تمكن الطائر من التكيّف جيدا مع الأوضاع البيئية في الأراضي الصالحة للزراعة، حيث وجد فيها من الحيوانات، كالقوارض، ما يشكل فريسة له. كذلك يوجد الطائر بأعداد كبيرة في الحظائر المحمية العديدة في أفريقيا.